# Arneburger Hang
Koordinaten: 52° 37′ 45″ N, 12° 0′ 17″ O
Der Arneburger Hang ist ein Naturschutzgebiet in der Stadt Tangermünde im Landkreis Stendal in Sachsen-Anhalt.
Das Naturschutzgebiet mit dem Kennzeichen NSG 0009 ist 6,62 Hektar groß. Es ist Bestandteil des FFH-Gebietes „Elbaue zwischen Sandau und Schönhausen“ und des EU-Vogelschutzgebietes „Elbaue Jerichow“ und nahezu vollständig vom Landschaftsschutzgebiet „Arneburger Hang“ umgeben. Das Gebiet steht seit dem 1. Mai 1961 unter Schutz. Zuständige untere Naturschutzbehörde ist der Landkreis Stendal.
Das Naturschutzgebiet liegt südlich von Arneburg im Biosphärenreservat Mittelelbe. Es stellt einen als Prallhang der Elbe entstandenen Steilhang am linken Ufer der Elbe unter Schutz, der den Übergang zwischen der Hochfläche der Altmarkplatten und dem Elbetal markiert. Auf dem Steilhang stockt ein naturnaher Hangwald, der vor allem aus Hainbuche, Feldulme, Feldahorn und Stieleiche gebildet ist. Daneben sind Flatterulme, Spitzahorn und Winterlinde und teilweise Robinie, mit denen einzelne Flächen aufgeforstet wurden, zu finden. Die Strauchschicht wird von Schwarzem Holunder, Roter Hartriegel, Ein- und Zweigriffligem Weißdorn, Gewöhnlicher Haselnuss und Hundsrose gebildet. Daneben sind Gewöhnlicher Hopfen und Weiße Waldrebe zu finden. In der Krautschicht wachsen z. B. Behaarte Schuppenkarde, Hohler Lerchensporn, Moschuskraut und Doldenmilchstern.
Im Süden des Naturschutzgebietes stockt ein Sternmieren-Stieleichen-Hainbuchenwald mit einer artenreichen Krautschicht. So sind hier u. a. Weiße Schwalbenwurz, Echtes Lungenkraut, Waldbingelkraut und Blauroter Steinsame zu finden. An lichteren Stellen wachsen auch wärmeliebende Pflanzen wie Wiesensalbei, Rispenflockenblume, Nickendes Leimkraut, Gemeiner Odermennig, Feldmannstreu und Ebensträußige Margerite. An unbewaldeten Stellen ist Fiederzwenke zu finden.
Die Wälder im Naturschutzgebiet mit ihren Gehölz- und Krautbeständen sind Lebensraum zahlreicher Vögel, darunter Nachtigall, Mönchsgrasmücke, Gartengrasmücke, Zilpzalp, Heckenbraunelle und Ortolan. Der Steilhang bietet Nistmöglichkeiten für den Eisvogel. Weiterhin ist das Naturschutzgebiet Lebensraum zahlreicher Insekten wie Tagfalter, Spanner, darunter auch die nur lokal vorkommende Späte Schlehenbusch-Winterspanner, Eulen, Spinner, Wanzen und Blattkäfer. Ferner gibt es ein großes Vorkommen der Weinbergschnecke.
Auf der Hochfläche der Altmarkplatten grenzen Ackerflächen an das Naturschutzgebiet. Am Fuß des Hangs schließt die Elbeaue an.